# Corbon (Calvados)
Corbon è un comune francese soppresso del dipartimento del Calvados nella regione della Normandia. Dal 1º gennaio 2015 si è fuso con Notre-Dame-d'Estrées per formare il nuovo comune di Notre-Dame-d'Estrées-Corbon di cui è divenuto comune delegato.

## Società

### Evoluzione demografica
Abitanti censiti